# Küsnachter Überschwemmung 1778

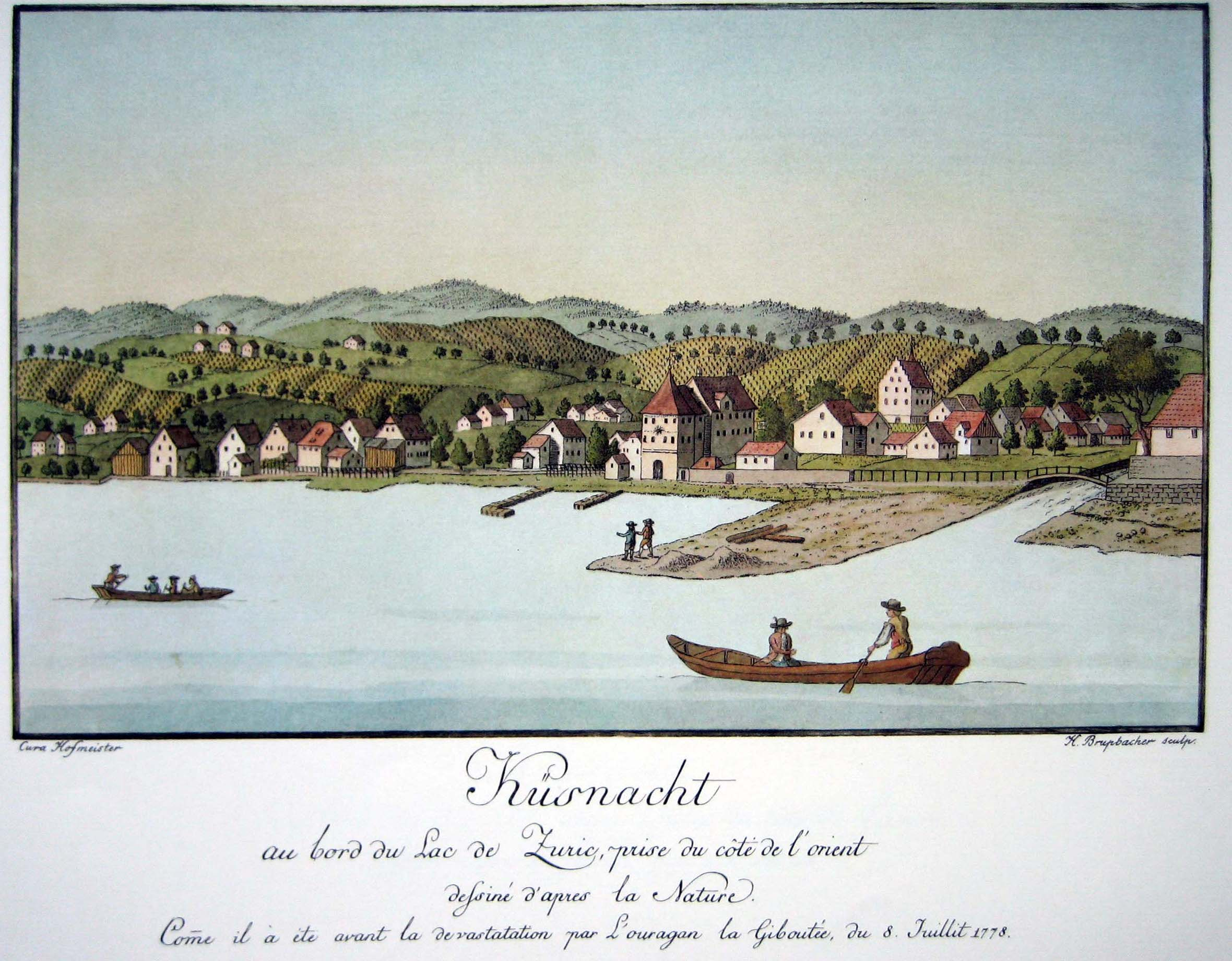
Küsnacht vor 1778
Stich von Heinrich Bruppacher

Die Überschwemmung des Dorfbachs von Küsnacht im schweizerischen Kanton Zürich am 8. Juli 1778 zerstörte zahlreiche Gebäude und riss 63 Menschen in den Tod.

## Vor der Flut
Dem Unglückstag vorausgegangen waren drei Tage schwüler und drückender Hitze. Ein für die Jahreszeit ungewohnter Nebelteppich wurde am Vormittag durch einen kühlen Nordwind aufgelöst. Am Nachmittag blitzte und donnerte es, ein Regenschauer liess bald wieder nach.
Am späteren Nachmittag brauten sich von mehreren Seiten dunkle Wolken zusammen. Heftige Scherwinde trieben die Wolkenmassen an den Küsnachterberg, der sich oberhalb des Orts zur Forch hochziehenden westlichen Flanke des Pfannenstiel-Höhenzugs. Dort entluden sich die Wolken sintflutartig in einem gewaltigen Gewitter. Am heftigsten regnete es zwischen 19 und 20 Uhr, während gleichzeitig «der Himmel voller Feuer stand», wie ein Augenzeuge berichtete. Nach 21 Uhr schwächte sich das Unwetter ab, um 22 Uhr kehrte Ruhe ein. Die Wolken verzogen sich, der Mond schien.

## Die Flutwelle
Die riesigen Wassermassen, die in der weiten, flachen Mulde zwischen Zumikon und Limberg niedergegangen waren, sammelten sich wie in einem Trichter am tiefsten Punkt, bei der Tobelmühle im Bachbett des Tobelbaches oberhalb Küsnacht nördlich des Weilers Limberg. Sogleich trat der Küsnachter Dorfbach über die Ufer und zerstörte Wohnhaus und Betriebsgebäude des Landwirts, Müllers und Sägereibesitzers Schulthess.
Genährt durch Zuflüsse aus mehreren Seitenbächen entwurzelten die Wassermassen auf ihrem Weg durch das enge Küsnachter Tobel zahlreiche Bäume, lösten Erdrutsche aus und rissen Steinblöcke mit sich. Keine Stunde nach Beginn des Unwetters erreichten die Fluten gegen 22 Uhr den Ausgang des Tobels oberhalb des Dorfes. Die Flutwelle traf das Dorf mit seiner noch schlafenden Bevölkerung unvorbereitet und mit gewaltiger Wucht. Am oberen Ende des Dorfes prallte die Welle bei der oberen Mühle auf die eben fertiggestellte Steinbrücke, wo sie durch das noch nicht entfernte Gerüst kurz aufgehalten wurde, und stürzte sich darauf mit umso grösserer Kraft auf das Dorf.
Das erste Haus, das dem Wasser zum Opfer fiel, war das Dreifamilienhaus der Familien Kuser, Hardmeyer und Fenner; 17 Bewohner kamen ums Leben, darunter sieben Kinder. Weiter bachabwärts starben 28 Menschen in den Trümmern ihrer Häuser, auch das damalige Schulhaus an der Stelle des heutigen Jörgenhauses fiel den Wassermassen zum Opfer. Zwischen Obermühle und reformierter Kirche kamen allein 48 Menschen ums Leben. Augenzeugen versicherten, das Wasser sei im oberen Dorfkern auf eine Höhe von zwanzig Schuh (rund sechs Meter) angestiegen; eine Höhe, die ausreichte, auch die oberen Stockwerke der Häuser zu überfluten.
Nach den Verheerungen im oberen Dorfteil erreichte der Bach mit ungebrochener Kraft die weiter seewärts stehenden Häuser, riss Brücken weg, zerstörte den Friedhof und schwemmte Gebeine und Särge in den See hinaus. Betroffen waren auch Teile der 2018 entdeckten Grablegungen aus dem 9. bis 11. Jahrhundert. Am linken Ufer wurde die Dorfmetzgerei zerstört und das Kornhaus des Amtshauses der ehemaligen Johanniterkomturei bei der heutigen Kantonsschule. Darauf verliess der Bach sein Bett und schoss, anstatt dem südlichen abzweigenden Bogen zu folgen, geradeaus direkt dem Zürichsee zu, wo er die Untere Schmiede von Hans Rudolf Weinmann und die Untere Mühle von Josua Trüeb zerstörte. Niemand überlebte, 15 Menschen starben.

## Nach dem Unglück
Am folgenden Morgen bot sich den verstörten Überlebenden ein erschütterndes Bild. Der Bach hatte vom Ausgang des Tobels bis zum See ein breites Band der Zerstörung geschlagen. Entwurzelte Bäume, Felsblöcke, Balken, umgestürzte Wagen, Fässer, Kies und Schlamm lagen beidseits des Bachbetts aufgehäuft. Sieben Opfer wurden aufgefunden, 56 blieben unter den Trümmern ihrer Häuser oder wurden in den See hinaus geschwemmt. Am 12. Juli hielt Pfarrer Johann Heinrich Meister in der reformierten Kirche Küsnacht einen Trauergottesdienst.

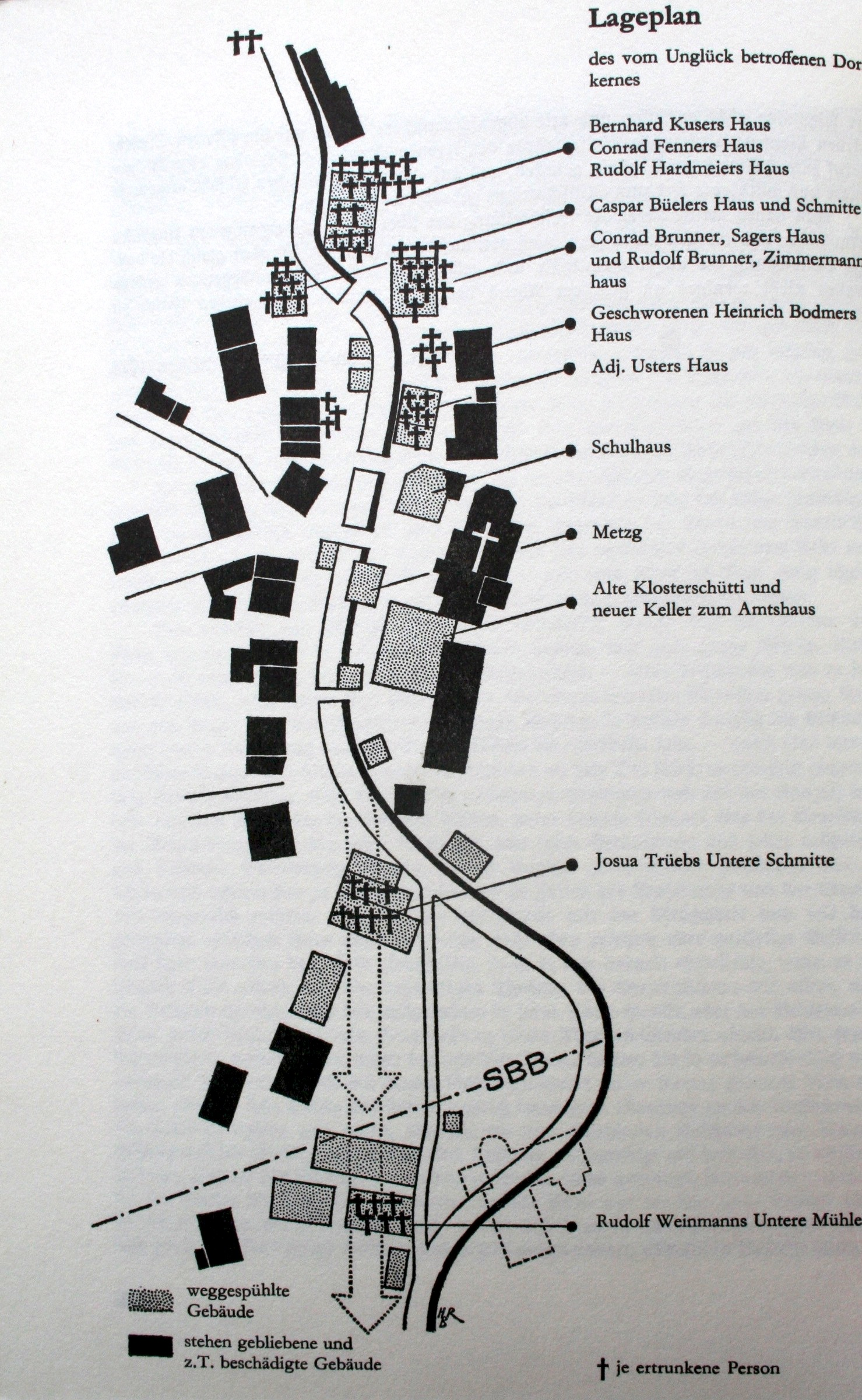
Zerstörte Häuser
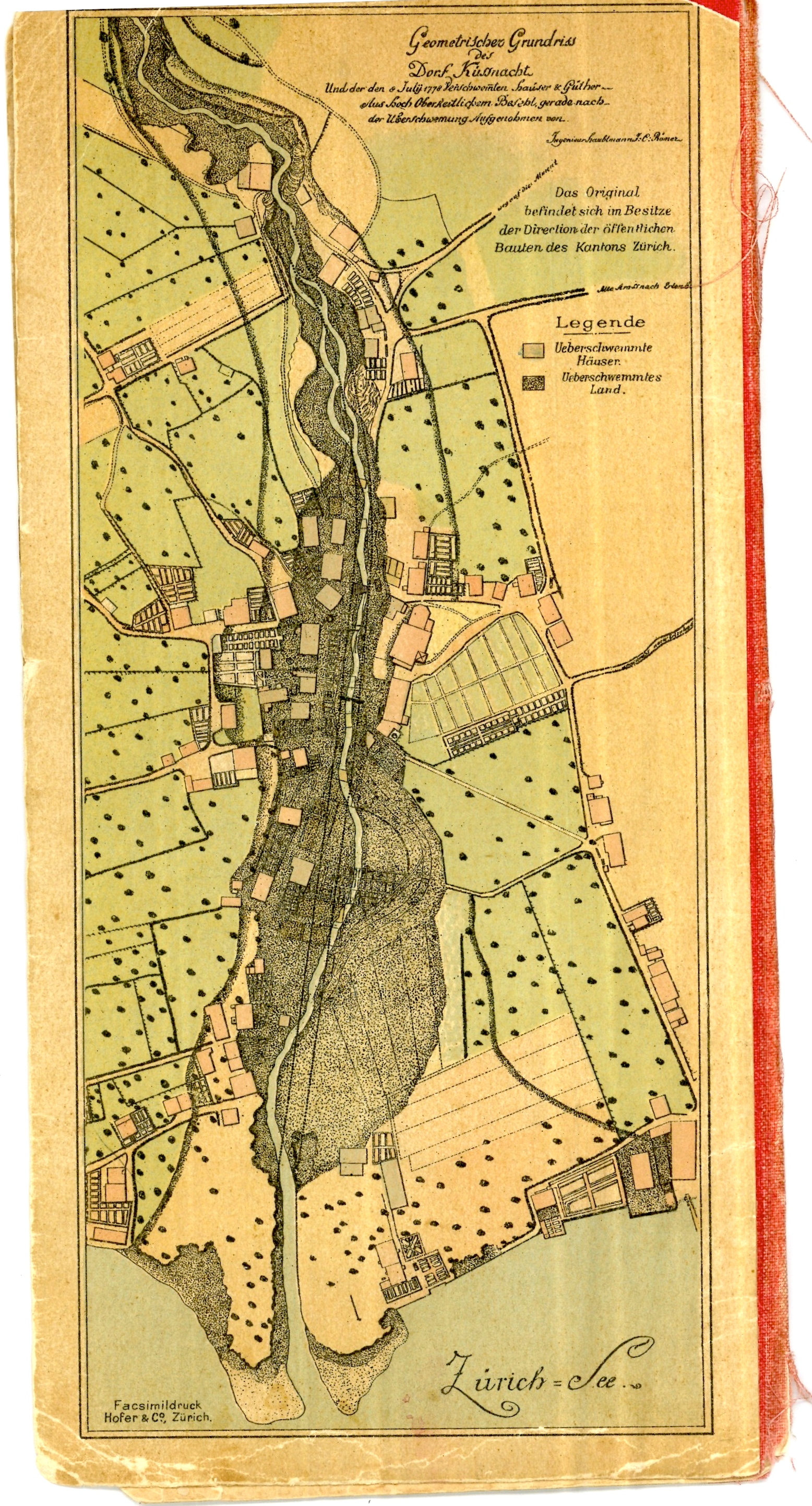
Überschwemmte Gebiete
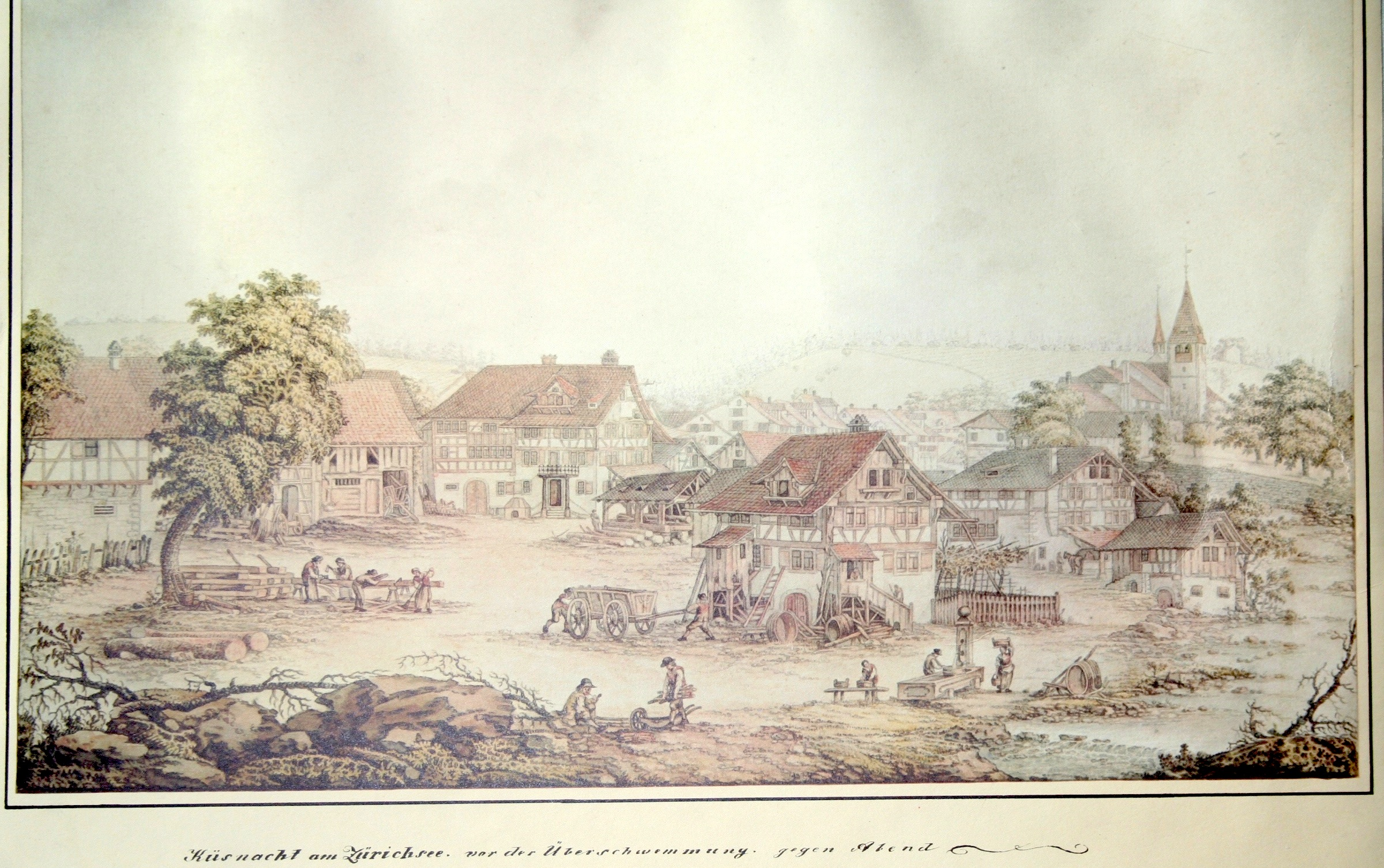
Vor dem Unwetter,  gegen Westen
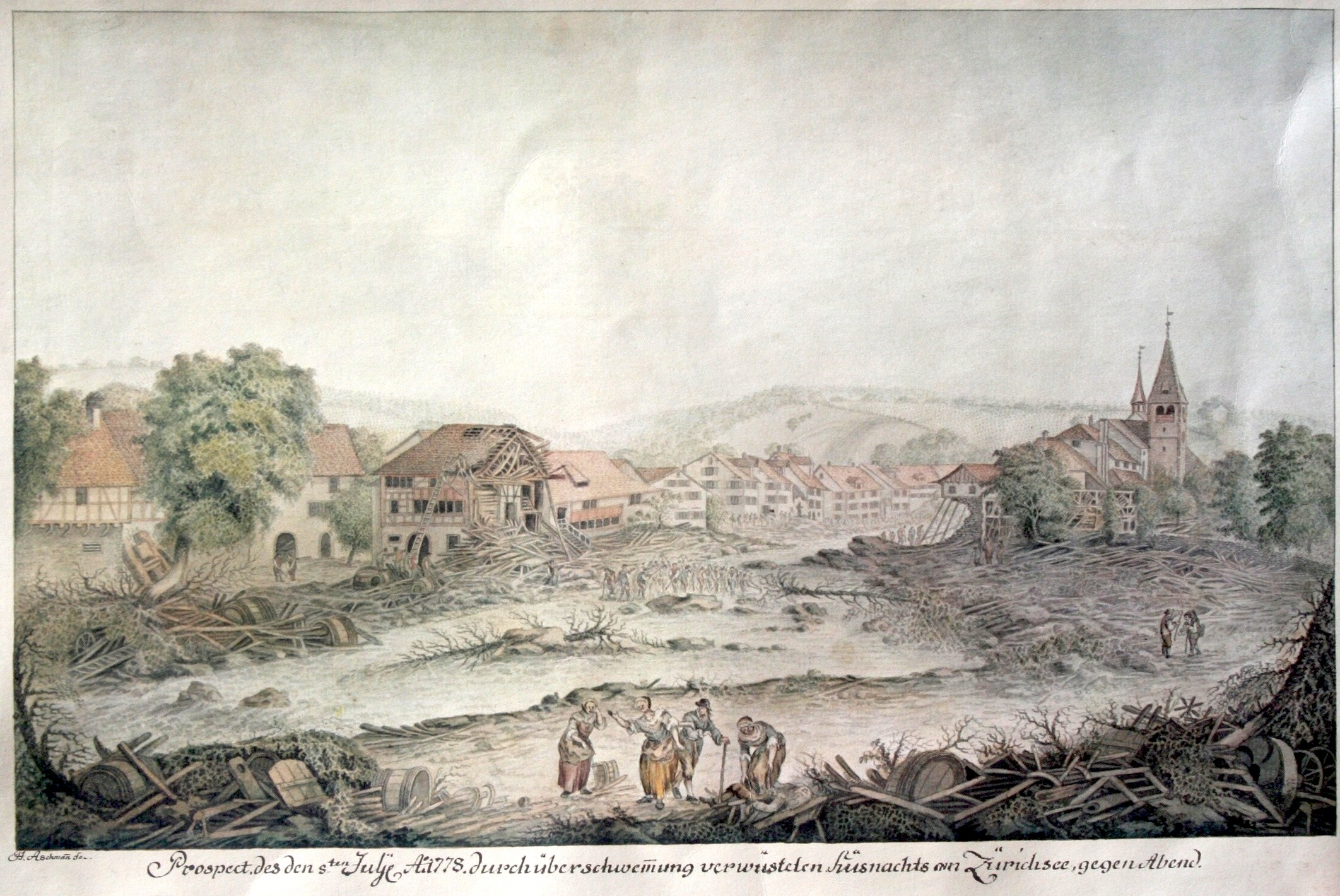
Gleiche Ansicht nach dem Unwetter
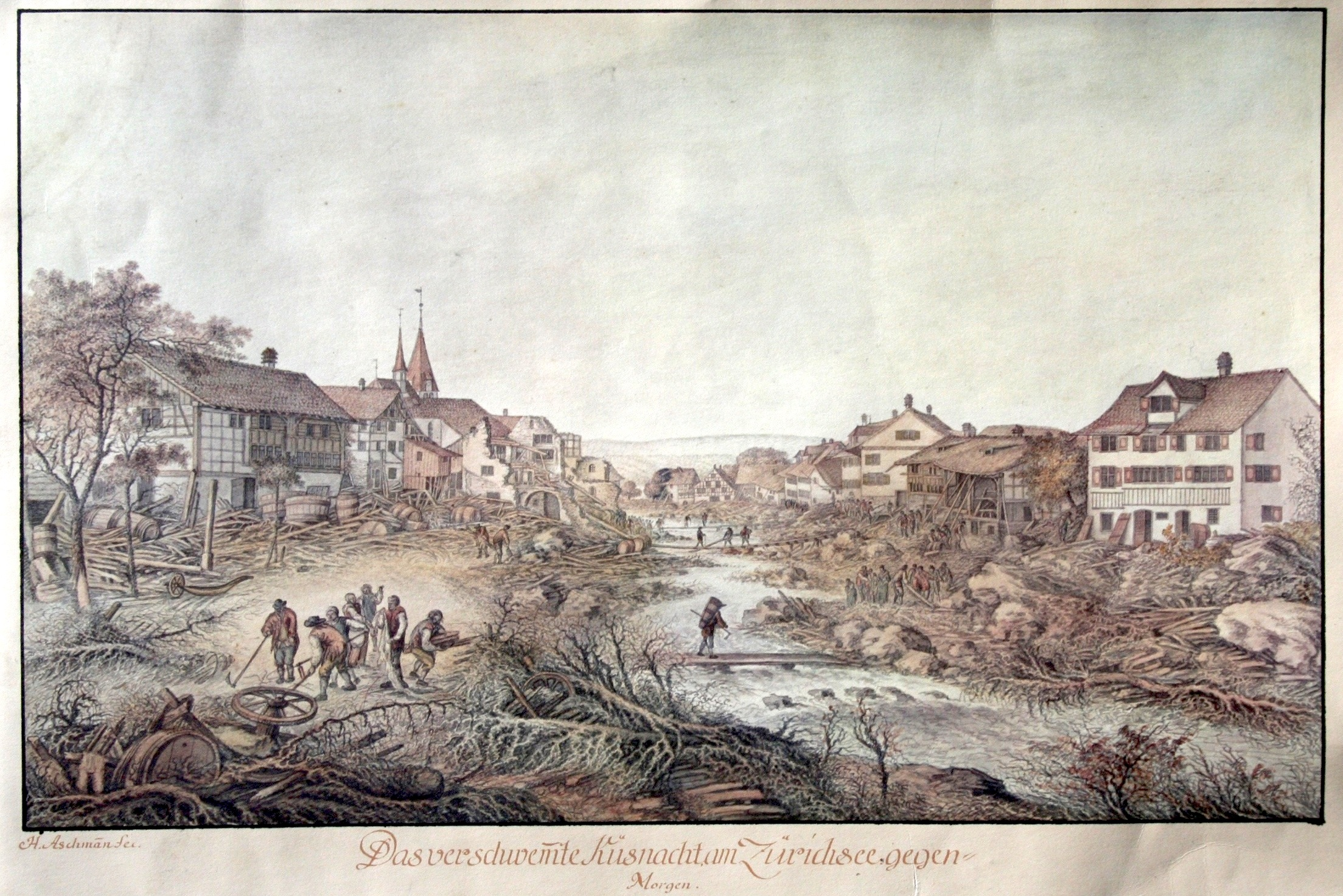
Sicht gegen Osten

Noch in der Unglücksnacht verfasste der Küsnachter Amtmann Escher einen Bericht an die Regierung und bat um sofortige Hilfe. Bereits am nächsten Morgen traf eine Abordnung der Regierung unter der Leitung von Oberstleutnant Salomon Landolt ein und begann mit der Organisation der Aufräumarbeiten. Am gleichen Tag eilten Hilfsmannschaften aus den umliegenden Dörfern und aus anderen Regionen des Kantons herbei. In den ersten sieben Wochen leisteten zwischen 100 und 350 Männer Frondienst in Küsnacht. Um die schweren Steinblöcke zu entfernen, entwarf der deutsche Konstrukteur August Rentloy aus Augsburg, der zufälligerweise im Haus zum Schwert logierte, eigens eine starke Hebemaschine.
Zahlreiche Gegenstände des täglichen Gebrauchs wurden vom Bach weit in den See hinausgetragen und von den Wellen bis hinauf nach Stäfa, Wädenswil und Horgen getrieben. Die Sachen wurden eingesammelt, gereinigt, fein säuberlich registriert und auf dem Seeweg mit Flossen und Booten den Küsnachtern zurückgebracht.

## Wiederaufbau

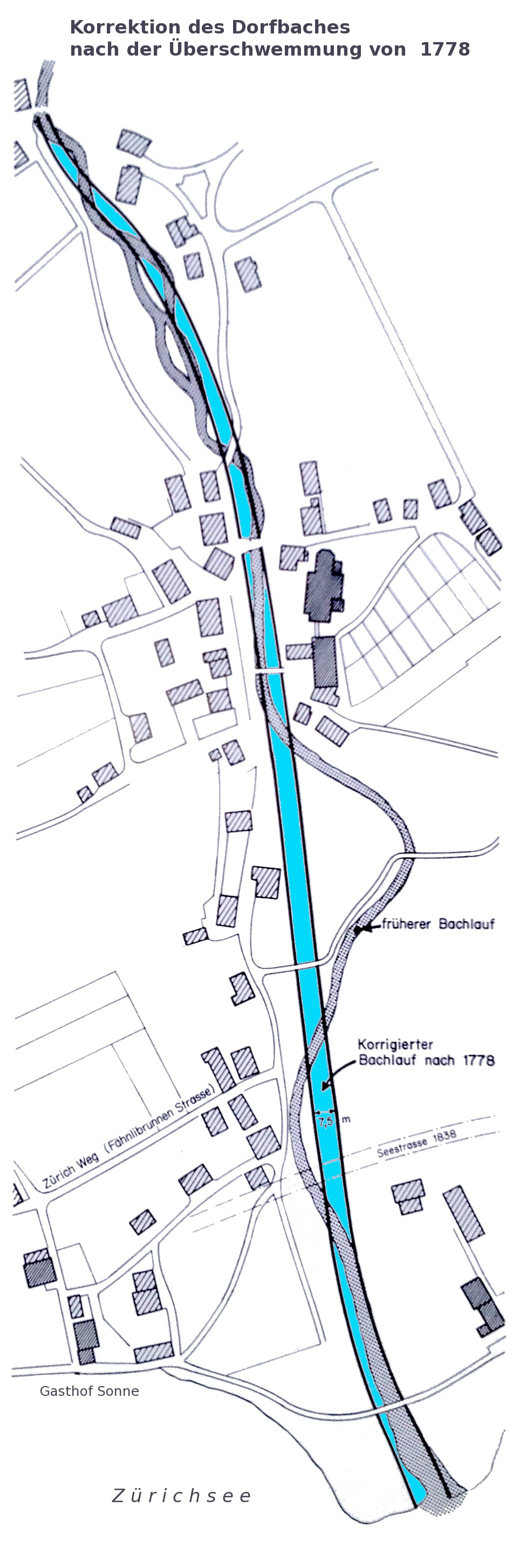
Plan der Korrektion des Dorfbachs

Um dem Bach ein neues und sicheres Bachbett zu graben, wurde der renommierte Baumeister Hans Ulrich Grubenmann beigezogen, der den Küsnachtern vorschlug, ein 15 Meter breites, auf beiden Seiten verbautes Bachbett zu graben. Zudem wurde der natürliche, sich durchs Dorf schlängelnde Bachverlauf in einen Kanal gezwungen, der vom Tobelausgang in gerader Linie zum See führte. Die Leitung der Arbeiten hatte der Zürcher Ingenieurhauptmann Römer. Weitere bauliche Massnahmen wurden 1878 anlässlich einer weiteren Überschwemmung des Küsnachter Dorfbachs in die Wege geleitet.
Die Hilfsbereitschaft der Zürcher Gemeinden und Bevölkerung war gross. Am 29. November 1778 ordnete der Regierungsrat eine separate Kirchensteuer an, die den Betrag von 30'000 Gulden einbrachte.

## Dokumentation
Über die Katastrophe ist man gut informiert. Der ursprünglichste und ausführlichste Bericht stammt von Pfarrer Johann Rudolf Schinz (1745–1790), damals Pfarrer in Uitikon. Auf seiner Schilderung beruhen wohl auch die meisten späteren Beschreibungen des Hergangs. Ein weiterer Bericht findet sich im 14. Kapitel des Buches «Salomon Landolt» von David Hess.
An einem der Häuser östlich des Gemeindehauses, die vom Unwetter verschont blieben, ist die heute fast unglaublich scheinende Höhe des Hochwassers eingezeichnet.

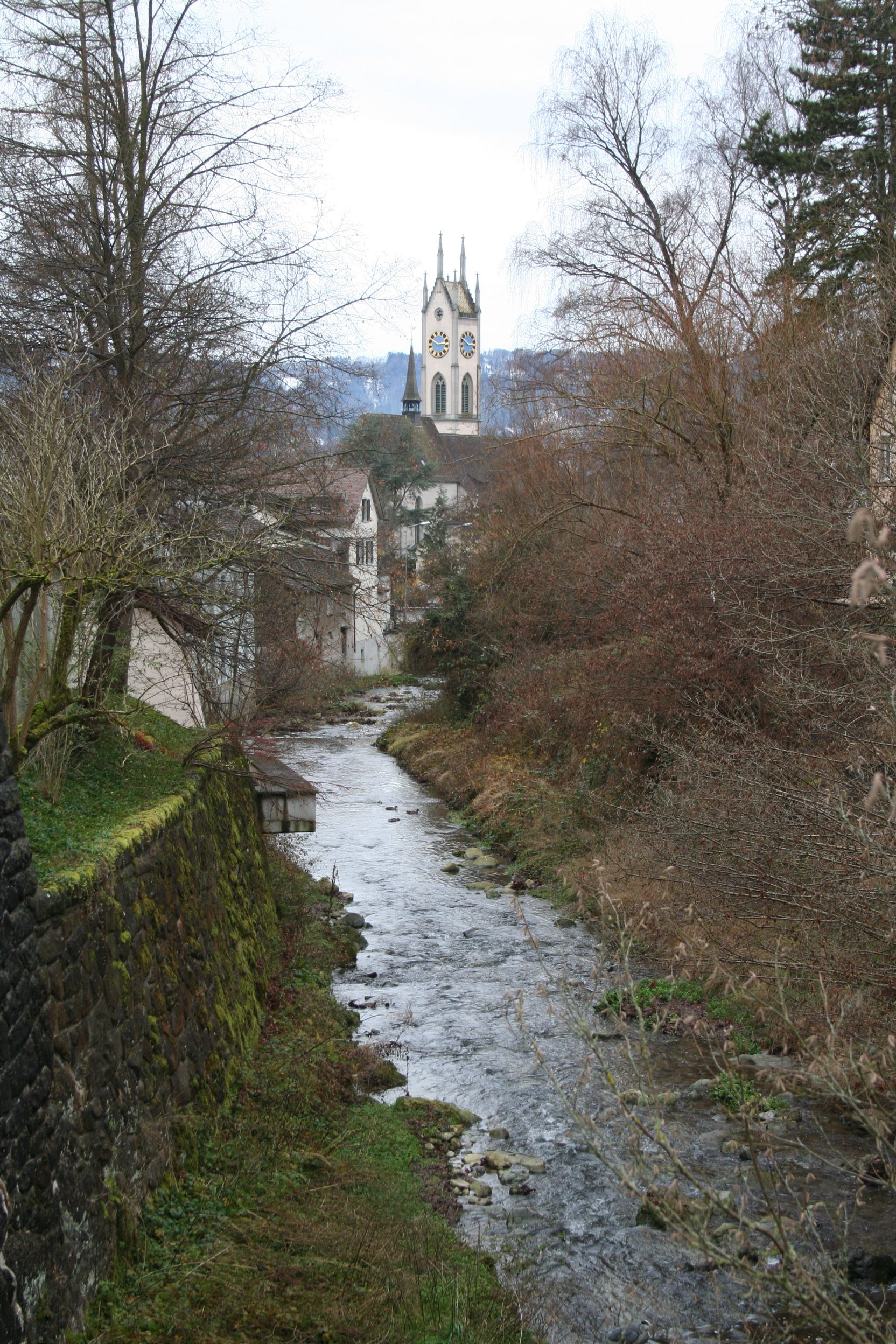
Küsnachter Dorfbach nach dem Verlassen des Tobels
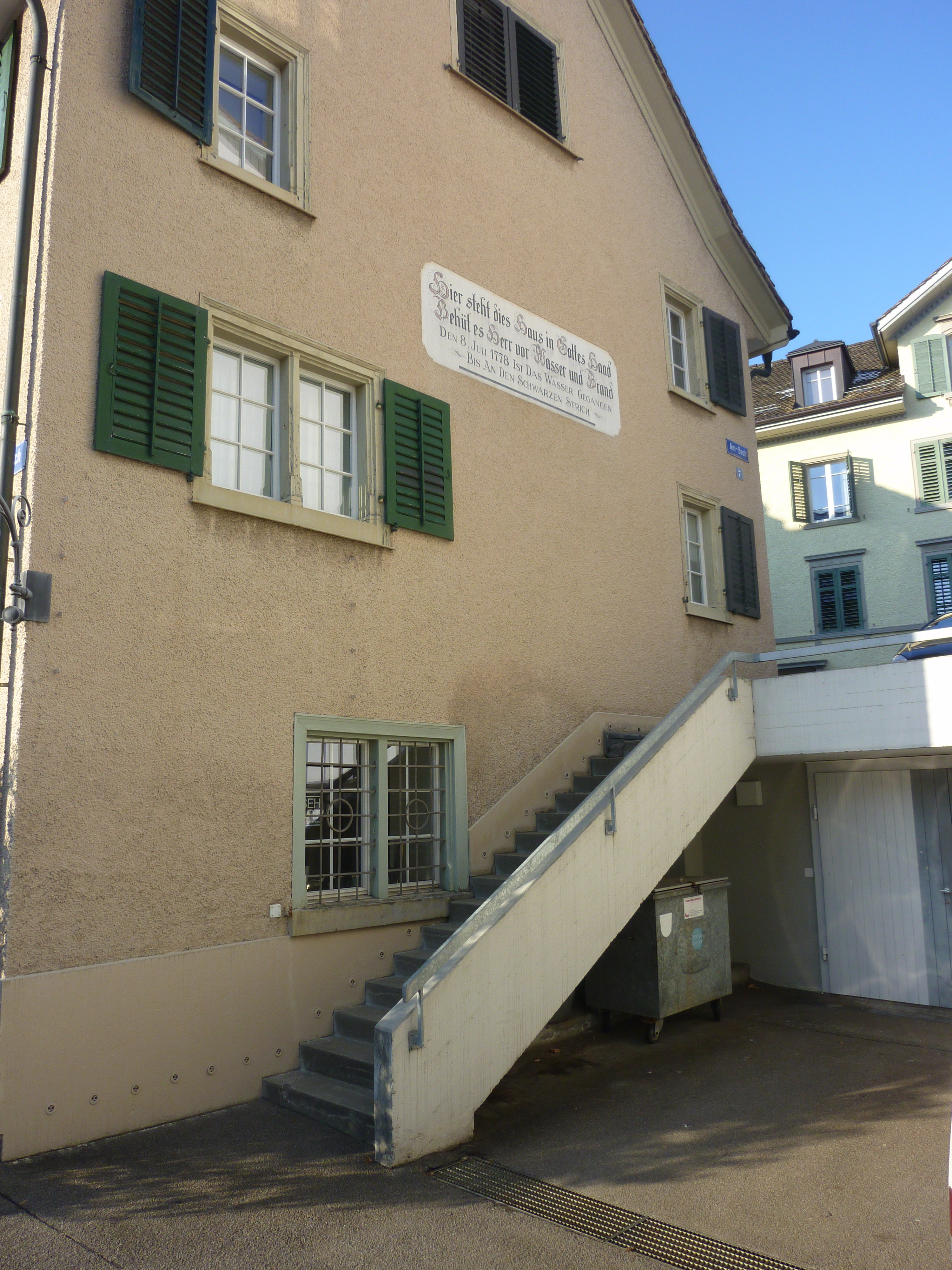
Anzeige des..
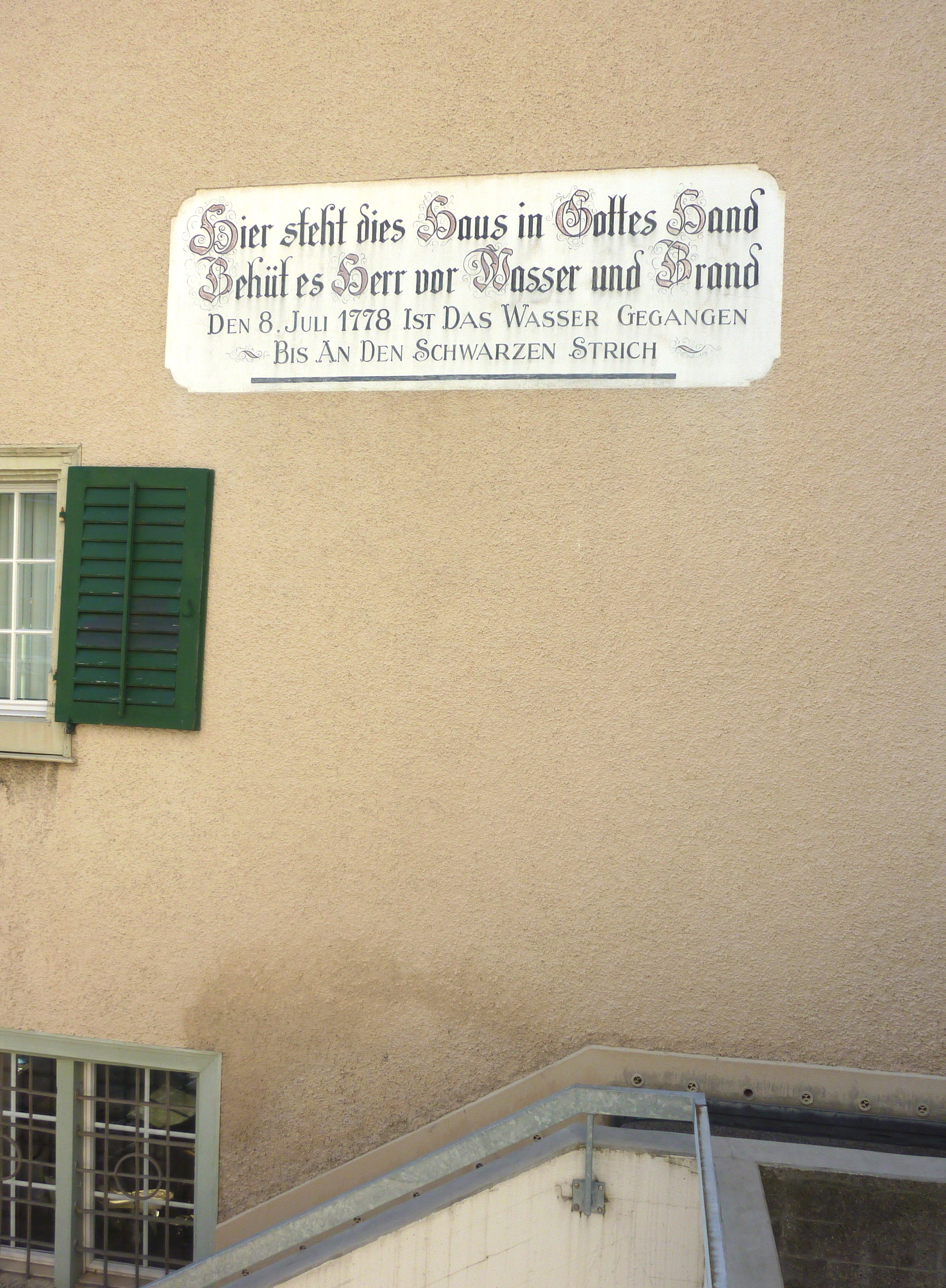
…höchsten Wasserstandes

## Sage
Die steten Überschwemmungen und Verwüstungen fanden ihren Niederschlag in der Sage «Der Drache vom Küsnachter Tobel». Die Geschichte erzählt von einem Drachen, der immer wieder aus seiner Höhle im Tobel ausbricht und alles verschlingt, was ihm begegnet. Ein Ritter setzt dem Spuk mit Hilfe einer geweihten Kerze, seines Schwerts und Unserer Lieben Frau, die den Drachen mit einer diamantenen Kette an den Felsen band, ein Ende. Im oberen Teil des Tobels liegt das nach der Sage benannte „Drachenloch“; eine Höhle in der Seitenwand des Tobels. So ist auch die katholische Kirche Küsnachts dem heiligen Georg geweiht, dem Drachentöter.